# Пабло Биргер
Пабло Биргер (на испански: Pablo Birger) е бивш аржентински пилот от Формула 1. Роден е на 5 януари 1924 година в Буенос Айрес, Аржентина.

## Формула 1
Пабло Биргер дебютира във Формула 1 през 1953 г. в Голямата награда на Аржентина, в световния шампионат на Формула 1 записва 2 участия като не успява да спечели точки. Състезава се за отбора на Гордини.